# Lista hrabstw w stanie Kansas
To jest lista hrabstw w stanie Kansas. W stanie Kansas jest 105 hrabstw:
- Hrabstwo Allen
- Hrabstwo Anderson
- Hrabstwo Atchison
- Hrabstwo Barber
- Hrabstwo Barton
- Hrabstwo Bourbon
- Hrabstwo Brown
- Hrabstwo Butler
- Hrabstwo Chase
- Hrabstwo Chautauqua
- Hrabstwo Cherokee
- Hrabstwo Cheyenne
- Hrabstwo Clark
- Hrabstwo Clay
- Hrabstwo Cloud
- Hrabstwo Coffey
- Hrabstwo Comanche
- Hrabstwo Cowley
- Hrabstwo Crawford
- Hrabstwo Decatur
- Hrabstwo Dickinson

- Hrabstwo Doniphan
- Hrabstwo Douglas
- Hrabstwo Edwards
- Hrabstwo Elk
- Hrabstwo Ellis
- Hrabstwo Ellsworth
- Hrabstwo Finney
- Hrabstwo Ford
- Hrabstwo Franklin
- Hrabstwo Geary
- Hrabstwo Gove
- Hrabstwo Graham
- Hrabstwo Grant
- Hrabstwo Gray
- Hrabstwo Greeley
- Hrabstwo Greenwood
- Hrabstwo Hamilton
- Hrabstwo Harper
- Hrabstwo Harvey
- Hrabstwo Haskell
- Hrabstwo Hodgeman

- Hrabstwo Jackson
- Hrabstwo Jefferson
- Hrabstwo Jewell
- Hrabstwo Johnson
- Hrabstwo Kearny
- Hrabstwo Kingman
- Hrabstwo Kiowa
- Hrabstwo Labette
- Hrabstwo Lane
- Hrabstwo Leavenworth
- Hrabstwo Lincoln
- Hrabstwo Linn
- Hrabstwo Logan
- Hrabstwo Lyon
- Hrabstwo Marion
- Hrabstwo Marshall
- Hrabstwo McPherson
- Hrabstwo Meade
- Hrabstwo Miami
- Hrabstwo Mitchell
- Hrabstwo Montgomery

- Hrabstwo Morris
- Hrabstwo Morton
- Hrabstwo Nemaha
- Hrabstwo Neosho
- Hrabstwo Ness
- Hrabstwo Norton
- Hrabstwo Osage
- Hrabstwo Osborne
- Hrabstwo Ottawa
- Hrabstwo Pawnee
- Hrabstwo Phillips
- Hrabstwo Pottawatomie
- Hrabstwo Pratt
- Hrabstwo Rawlins
- Hrabstwo Reno
- Hrabstwo Republic
- Hrabstwo Rice
- Hrabstwo Riley
- Hrabstwo Rooks
- Hrabstwo Rush
- Hrabstwo Russell

- Hrabstwo Saline
- Hrabstwo Scott
- Hrabstwo Sedgwick
- Hrabstwo Seward
- Hrabstwo Shawnee
- Hrabstwo Sheridan
- Hrabstwo Sherman
- Hrabstwo Smith
- Hrabstwo Stafford
- Hrabstwo Stanton
- Hrabstwo Stevens
- Hrabstwo Sumner
- Hrabstwo Thomas
- Hrabstwo Trego
- Hrabstwo Wabaunsee
- Hrabstwo Wallace
- Hrabstwo Washington
- Hrabstwo Wichita
- Hrabstwo Wilson
- Hrabstwo Woodson
- Hrabstwo Wyandotte